# Watts
Pour les articles homonymes, voir Watts (homonymie).
Watts est un quartier de Los Angeles, situé dans la région de South Los Angeles. Historiquement, dans ce quartier vivaient majoritairement des Afro-Américains. En 1965 et plus récemment en 1992, le quartier est le théâtre d'importantes émeutes raciales, d’envergure nationale.

## Émeutes de 1965 et de 1992
À la suite de l'arrestation de trois membres d'une famille noire à cause d'un minibus à la conduite erratique par la California Highway Patrol, de violentes émeutes éclatent dans ce quartier le 11 août 1965 faisant 34 morts, environ 1 100 blessés, 4 000 arrestations, 977 bâtiments détruits ou endommagés et 35 millions de dollars de dégâts au bout de cinq jours de violences. Il y a 43 autres émeutes dans le pays tout au long de l'année 1966.
En 1991, des policiers du Los Angeles Police Department (LAPD) passent à tabac un jeune afro-américain du nom de Rodney King. La scène est filmée par un habitant du quartier et sera diffusée sur les chaînes de télévision du monde entier. Après l'acquittement en 1992 des policiers auteurs des faits, la colère monte d'un cran et il s'ensuit des émeutes d'une rare violence. 38 personnes sont tuées et 4 000 arrêtées. La communauté coréenne de la ville est très durement prise à partie par des Afro-Américains, en raison de la mort en 1991 par arme à feu de Latasha Harlins, fille de 15 ans tuée par un propriétaire de magasin d'origine coréenne, qui l'accuse de vol. Le gouverneur de Californie doit déployer la garde nationale renforcée ensuite par des unités de l'armée fédérale pour rétablir le calme. 
Par la suite, les policiers impliqués seront rejugés et condamnés à 30 mois de prison.

## Le quartier depuis la fin duXXesiècle

Monument emblématique de Watts : les Watts Towers, créées par Simon Rodia.

Aujourd'hui encore le quartier de Watts reste l'un des plus pauvres et dangereux des États-Unis où les gangs règnent souvent en maîtres. Cependant, l'avenir de ce quartier n'est pas vu comme son passé, puisque les habitants et les autorités comptent sur la culture pour faire baisser la violence. Le taux de criminalité est de 236 crimes pour 10 000 habitants sur les six derniers mois de 2010.
Après les émeutes de 1992, un homme décide de créer un atelier de danse dans le quartier, « Tommy le clown », Thomas Johnson de son vrai nom. Près de quinze ans après, son activité prend une ampleur inattendue, la danse de Tommy, le Krump, étant maintenant pratiquée par des centaines de personnes et commence à s'exporter dans le monde entier. Un film de David LaChapelle, Rize, est par ailleurs sorti en 2004, retraçant l'histoire de cette danse et du quartier de Watts.
Au début des années 1990 est créé le Watts Neighborhood Council (« Conseil du quartier de Watts »), un organisme communautaire autonome. Ce conseil, qui discute de la vie du quartier, fonctionne grâce à des subventions publiques.
Le Watts Towers Art Center est une institution indépendante qui reçoit des fonds des fondations, de l'université CalArts et même du prestigieux Getty Center. Le centre culturel organise des concerts, des lectures de poèmes, des ateliers de graffiti pour occuper les jeunes.
De nos jours, Watts n'est plus considéré comme un ghetto noir mais plutôt un barrio où se concentrent les Hispaniques les plus pauvres : en 2005, ils représentent 65 % de la population totale.

### Documentaire
- (en) A Week in Watts de Gregory  Caruso, 2018, 1 h 31 min